# Ingesneden dovenetel
De ingesneden dovenetel (Lamium hybridum) is een eenjarige dovenetel.
De plant lijkt sterk op de paarse dovenetel (Lamium purpureum). De bladeren zijn echter minder gepunt, meer rond van vorm. Ze zijn niet scherp getand, maar gekarteld tot gelobd, en om de twee tot drie tanden iets dieper ingesneden.
De onderlip van de bloem is vaak zeer klein.
Ze komt voor op voedselrijke vochtige grond, en komt in grote delen van Midden- en West-Europa voor.